# 2020年中印邊境衝突
2020年中印边境冲突是指中华人民共和国与印度共和国之间于2020年起在边境发生的军事对峙与冲突事件。自2020年5月5日以来，中印两国部队据称在中印边境实际控制线多地进行侵略性行动、发生数起对峙和小冲突，並造成雙方人員傷亡。事发地位于西藏自治區阿里地區的班公错及日喀則市的乃堆拉山口。另外，阿克賽欽西部实际控制线附近也出现了对峙，其中双方大多数参与对峙的士兵聚集在加勒万河谷，中方反对印度在此地方修築公路。儘管衝突不斷升溫，印度和中国均坚持可以通過外交途径緩解局势。
根據印度的說法，中方沒有按照協議撤軍，並且讓數百名中國士兵伏擊了印度的巡邏隊。中国军方《解放军报》发布视频稱，冲突系因印军越线搭设帐篷，有预谋地潜藏、调动大量兵力伏击以祁发宝上校为首的数名中方谈判人员引起的。冲突发生后，中方派遣了以陈红军少校为首的增援部队前往营救。雙方隨即使用冷兵器展開了械鬥，造成人員傷亡。這是自1967年以來中印之間首次爆發造成人員死亡的衝突。
隨後，經過三輪中印軍長級談判和其他外交談判，中華人民共和國國務委員兼外交部長王毅同印度国家安全顾问阿吉特·多瓦尔通电话，就缓和两国边界事态达成积极共识，雙方一線部隊隨即脫離接觸。在西線加勒萬河谷脫離接觸的過程中的緩衝區設置在實際控制線的印度一側。然而，中國卻並未從已經深入印度聲稱的边境18公里的班公錯後撤。在雙方脫離接觸後的8月29日，雙方再次在班公錯南岸發生衝突。中印雙方均指責對方違反先前達成的共識。
2021年2月11日，印度国防部长辛格向印度议会表示，在两国进行了多轮军长级谈判和外交谈判之后，双方达成协议同意双方边境一线部队在喜马拉雅山脉西部的班公错地区开始组织脱离接触。

## 背景

### 中印矛盾

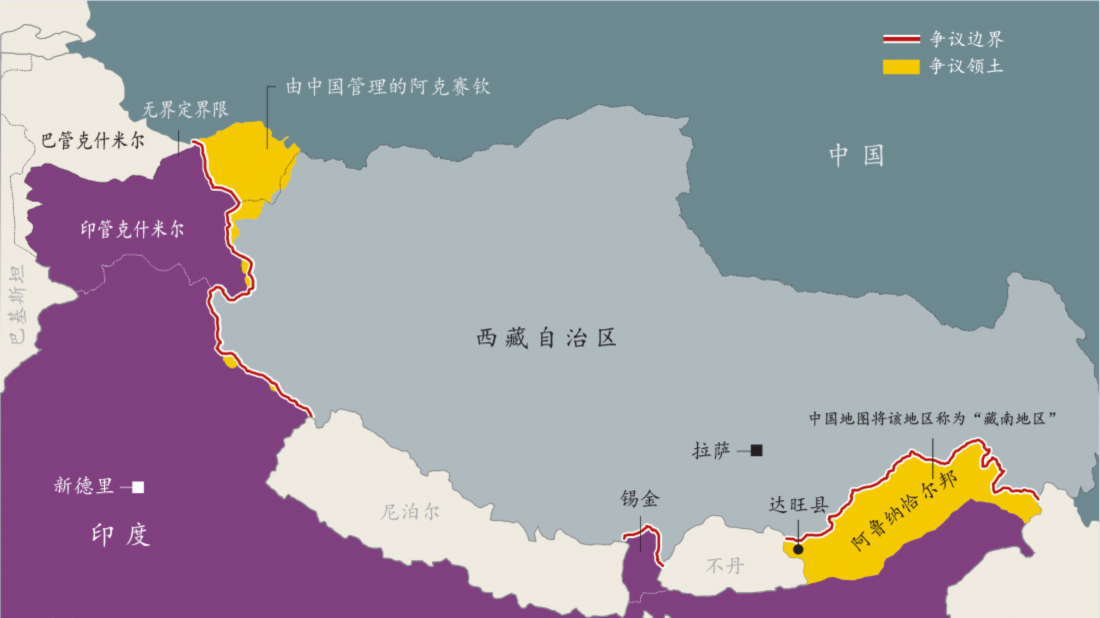
印度与中国之间的领土争端

中華人民共和国与印度的最大争议是领土争端，包括阿克赛钦地区和藏南地区。雙方在1962年因为藏南问题发生边境战争，双方关系一度跌至低谷。1988年，印度总理拉吉夫·甘地访华，雙方的关系暂时得到好转。2003年，中国国务院总理温家宝访印，以承认锡金邦为印度领土，换取了印度正式承认西藏自治区是中国的领土。但是双方都宣称对阿克赛钦地区和藏南拥有主权。
中印兩國分別於1993年9月7日、1996年11月29日和2005年4月11日簽訂《关于在中印边境实际控制线地区保持和平与安宁的协定》、《关于在中印边境实际控制线地区军事领域建立信任措施的协定》和《关于解决中印边界问题政治指导原则的协定》。
在2014年9月訪問印度的行程中，中共中央總書記、中國國家主席習近平與印度總理納倫德拉·莫迪討論了中印邊境問題，且表達了這些問題需要被解決的迫切需求，也表明了邊境問題的澄清也將有利於未來的雙邊關係。然而中印的上一次衝突則是2017年持續了73天的的洞朗事件。据南华早报转述环球时报消息，自那以後，中華人民共和國便不斷往青藏高原增兵，其中包括了解放軍的適應高原作戰的輕量化主戰坦克15式輕型坦克、直20通用直升機、翼龍-II無人機和PCL-181车载155毫米加榴炮。2020年5月乃堆拉山口冲突以后，擴建的阿里昆莎機場也發現了解放軍重型戰機殲-16與殲-11的身影，該機場距離班公錯200公里。

#### 导火线
引发冲突的导火线原因多种。中印两国关于领土的争斗都趋向激烈。在冲突爆发前，印度方面兴建了多条公路并计划在2022年前完成66条边线道路，此举引发了中国方面的不满和外交抗议。而中方在这些边境争议地区也有大量的基础设施工程。麻省理工学院教授泰勒·弗雷維爾表示，这是中国对印度在中印边境上建造工事的回应，尤其是印度方面建造的达布克-什约克-DBO公路。
而在2019年8月印度中央政府拆分查谟和克什米尔，此举被中国认为是对其领土主权和重要战略合作伙伴巴基斯坦的挑衅。许多学者及评论也认为这是冲突的导火线之一。

### 印度—尼泊爾矛盾
2020年5月起，尼泊爾首都加德滿都便爆發了大規模的反對印度在里普列克山口（毗鄰西藏阿里地區普蘭縣和印度北阿坎德邦）修路的遊行示威，眾多示威者前往印度大使館抗議。
6月12日，尼泊爾邊防武警擊斃了一名印度西塔马尔希市的居民，並擊傷另外2名印度人，引起了印度方面的不滿。隨即在13日尼泊尔议会通过宪法修正案，将位於中印邊境的里普列克山口等尼印争议地区划为尼泊尔的明确领土，引发印度的愤怒回應，而尼泊爾在里普列克山口的行動則被印方猜测为符合中國在附近地區的利益，因此尼泊爾的此次行为被印度陸軍參謀長曼諾傑·納拉瓦內認為是受到了中國的影響並以此维护中國在阿克賽欽的利益。但截至17日，尼泊爾與印度尚未爆發武裝衝突。

## 过程

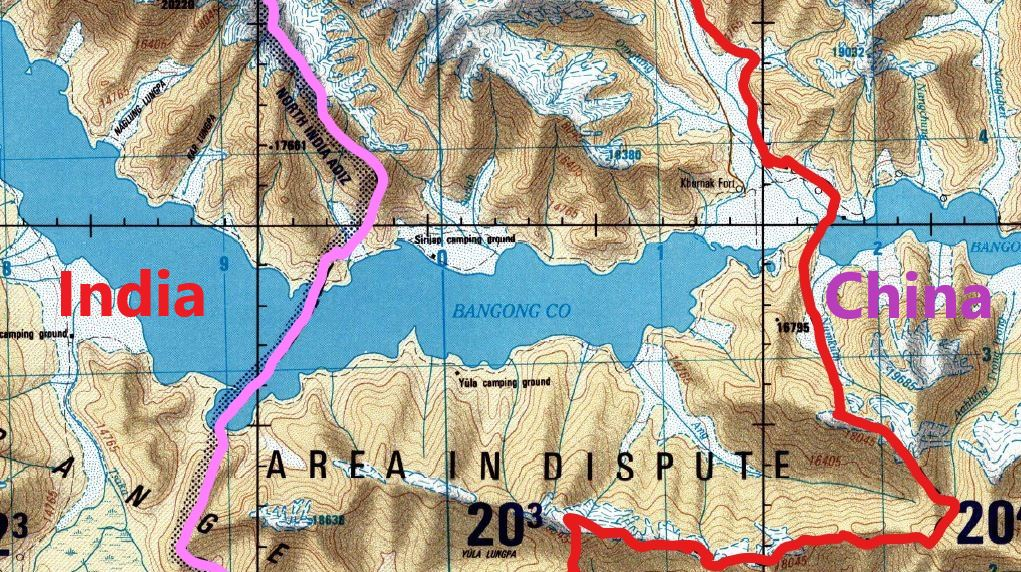
圖為班公錯。粉紅色線為實際控制線，紅色為印度聲稱的邊境線。兩線之間由中方西部戰區陸軍下屬班公湖水上中隊實際控制。圖中也可以看到由中方阿克赛钦实控的库尔那克堡 (Note: 库尔那克堡 coordinate:)和西里傑普 (Note: 西里傑普 coordinate:)營地

### 5月中印乃堆拉山口肢體衝突
2020年5月2日，中国与印度军队爆发斗殴事件。中華人民共和国和印度都宣称是对方侵入了自己本国的领土。5日和9日，中印两国部队于日土縣班公錯及亞東縣南部的乃堆拉山口（中国亞東縣与印度錫金邦交界）发生对峙，后演变为肢体冲突，双方共有11人受伤。19日，双方谈判破裂。对此，中印双方皆调兵进入战备地区。
2020年6月6日，印度第14军司令哈林德·辛格中将率领的印度代表团，来到“实际控制线”东侧的普爾楚邊防連（斯潘古爾邊防連）33°33′54″N 78°48′00″E / 33.565°N 78.8°E边境人员集合点，与中方談判代表解放軍南疆軍區司令員柳林少將展開高層軍事對話。
对峙期间，印度决定再派遣1.2万工人前往当地完成印度基础建设的开发。搭载首批1,600名工人的列车于2020年6月14日离开贾坎德邦，前往乌达姆普尔协助印度边境道路建设局的工程。印度专家认为，对峙局面可能是中方率先回应拉达克的达布克-什约克-DBO公路基础建设工程引发的。

### 6月15日中印加勒萬河谷冲突

#### 械鬥
據紐約時報報導，引發此輪衝突的直接原因可能是印度在中印邊境正修建一條連結一斗拉特別奧里地前沿機場至加尔万山谷山口的公路。
美国CNBC报导指，2020年6月15日晚的阿克賽欽地區加勒萬河的战斗是在桑托什·巴布上校指挥的比哈爾團第16營拆除了加勒萬河口附近中国边防部队第14号巡逻点的位置附近搭建的一个中国帐篷开始的。印度方面表示，“这座帐篷是在6月6日中印军长级会谈中商定拆除的，但其后中方拒绝拆除该帐篷”。中国外交部则表示，“6月15日晚，印方一线边防部队公然打破双方军长级会晤达成的共识，在加勒万河谷现地局势已经趋缓情况下，再次跨越实控线蓄意挑衅，甚至暴力攻击中方前往现地交涉的官兵”。
英国《卫报》引述印度政府说法指，印度巡逻队在一个他们认为中国人民解放军已经撤退的山区陡峭地段遭遇解放军伏击，印度政府指解放军有预谋地攻击印度军队。美国全国广播公司商业频道（CNBC）的报导引述印度高级官员说法指，15日晚，中国人民解放军突击队手持铁棒和用铁丝网包裹的警棍追捕比哈尔团第16营的部队，双方在加勒萬河流域爆发了8个多小时的血腥肉搏战。驻扎在14号巡逻点高山脊上的中国军队向印度阵地投掷了大量石块。印军使用携带的简易武器以及石块进行反击。印军第16营营长桑托什·巴布上校被解放军从狭窄的山脊上推下峡谷，坠崖而死。印度政府指，双方约600人在几乎完全黑暗的环境中用石块、铁棒和其他临时武器战斗。而根據《衛報》援引印度媒體的報導，很多士兵在衝突中因不熟悉地形失足坠落，是造成此次傷亡慘重的重要原因。
衝突發生後，印度外交部表示，是中方军人试图单方面改变现状，若中方认真遵守高层的协议，事情本可以避免。当天，随着舆论发酵和局势面临升级，印度总理莫迪两度与内务部长阿米特·沙阿、国防部长拉杰纳特·辛格会面讨论。而同樣是在当天，中国人民解放军西部战区新闻发言人张水利大校发表声明，称“6月15日晚，在中印边境加勒万河谷地区，印军违背承诺，再次越过实控线非法活动，蓄意发动挑衅攻击，引发双方激烈肢体冲突，造成人员伤亡”，并要求印方“严格约束一线部队，立即停止一切侵权挑衅行动，与中方相向而行，回到对话会谈解决分歧的正确轨道上来”。6月17日，印度外长苏杰生表示，爆发冲突是因为中方在实际控制线印方一侧试图树立一个建筑物。6月19日，印度總理莫迪表示，印度邊境未被入侵和佔領。我們20名戰士犧牲了。但那些挑釁者，我們的戰士教訓了他們。

#### 雙方損傷
其后，印度首先发表官方布告称印方有1名上校军官、2名士兵共3人死亡，且过程中只有石头、棍棒等冷兵器，英國廣播公司（BBC）報道，一名進駐中印邊境的印度高級官員提供照片，顯示中國軍人在衝突中使用一種特殊的武器，看起來像是在金屬棒銲上許多鐵釘，增加殺傷力。但该“狼牙棒”却遭到了中国媒体观察者网的否定，认为这只不过是印军在拆除边境铁丝网时缴来的钢筋立柱，不仅中国人民解放军士兵挥舞不便，其上的铁钉在遭遇击打时会脱落，并不能增强杀伤力。在印度当日时间晚上11点28分，印度军方再度发表通告，称印方死亡人数为20人（3人在冲突中直接死亡，17人受伤后死亡），数十人失踪。印度军方表示，许多伤员在后方死亡是由于伤员长期暴露在零度以下的温度下。美国CNBC报导引述印度政府消息人士指，印军至少还有24名士兵正在与危及生命的伤势搏斗，超过110人需要治疗。一名印度军官指，“死亡人数可能会上升。”巴基斯坦Dispatch新闻台表示，印度军队至少47人死亡，110人重傷。印度方面阵亡的最高级别軍官为比哈尔团16营营長桑托什·巴布上校。中國於6月18日晚上釋放了所有10名被俘虜的印度士兵，据《印度报》其中包括一名中校和三名少校，儘管印度官方早先宣稱“無人失蹤”。6月19日，中華人民共和國外交部發言人趙立堅表示：「据我所知，目前（6月19日）中方没有扣押任何印方人员。」同日，印度軍方對媒體透露“總共76名士兵受傷，其中58人將在1周內回到崗位。”同日，陣亡的印度士兵下葬。
6月20日，印度警方逮捕了来自拉达克卡吉尔地区的印度国大党议员扎基尔·侯赛因（Zakir Hussain），原因是该议员在与某人的通话中称“至少200到250名印度士兵死亡”，“印度士兵望风而逃”等。印度警方指控其通话内容散布谣言、危害地区安定、具有煽动性质。
冲突结束早期，中华人民共和国官方未公布伤亡人数。苹果日报引述推特上的环球时报记者王雯雯的推文称中方有5人死亡、数十人受伤。王雯雯之后再次发帖引述该消息来源为推特@NewsLineIFE，随后微博上有大量网民对此真实性表示怀疑，环球时报亦表示该报从未发布解放军伤亡人数数据，该报總編輯胡錫進表示，中方有人員傷亡，不过并未透露具體數字。印度媒体ANI报道中国方面伤亡43人，此数据未于印度军方发言中提及。印媒《今日印度》則稱43人之說純屬謠傳。印度《印度報》表示，“印度政府消息人士引述來自美国的信息源指”，解放军有35人伤亡。而《印度斯坦時報》引述一名在印度中央政府高層官員的話稱，解放軍部署在加勒萬河谷第14巡邏點附近的正副指揮官均在衝突中喪生。6月21日，印度媒体Zee TV再次引用一个未指明的“来源”的数据，加碼解放军到45-50人死亡，并抓捕了一名解放军上校。直到印度部长联盟理事会成员印度前国防部长V. K. 辛格发表声明，再次修改中方傷亡，“如果我们死了20个人，对方就死了超过我们的两倍的人数。”但尚未有消息来源对此数据佐证，包括对此不予置评的印度军方。6月22日，據新德里電台援引多名消息人士称，中国军方在15日衝突後在加勒万河谷与印度举行军事会谈时证实在冲突中，有1名中国指挥官阵亡。6月23日中华人民共和国外交部例行记者会上，发言人表示中方没有死亡四十余人，相关消息全是虚假信息。
8月，一张网传的照片显示，中國人民解放軍南疆軍區為69316部隊（69316部隊為新疆軍區直屬边防363团天文點邊防連，距離加勒萬河谷僅數公里）的陳祥榕立起墓碑，墓碑上寫著其人“二〇二〇年六月在对印边防斗争中牺牲”，并被追记一等功。
2021年2月10日，俄罗斯通讯社塔斯新闻社的一篇英文报道说，在2020年5月和6月的中印军队冲突中，至少有20名印度军人和45名中国军人阵亡。塔斯社并未给出中方阵亡数字的来源，但是最早在2020年6月21日的报道中，塔斯社已经开始援引印度军方消息源，称中方有大约45人伤亡，并在之后的报道中多次重复该消息源和数字。
2021年2月19日，在中印双方第九轮军长级会谈达成脱离接触的共识并实施撤离后，《解放军报》公开了在中印加勒萬河谷冲突事件中的中方军人死伤信息：“团长祁发宝身先士卒，身负重伤；营长陈红军、战士陈祥榕突入重围营救，奋力反击，英勇牺牲；战士肖思远，突围后义无反顾返回营救战友，战斗至生命最后一刻；战士王焯冉，在渡河前出支援途中，拼力救助被冲散的战友脱险，自己却淹没在冰河之中。”總計4人陣亡，1人重伤。不過网名为「辣笔小球」的前《经济观察报》記者仇子明在新浪微博上認為中方隱瞞真實死亡數字並諷刺诋毁最大級別的團長存活而下屬陣亡，引发网民的众怒。仇子明的微博账号被指因歪曲事实、诋毁贬损卫国戍边官兵而被新浪微博管理员禁言一年；当晚20时，微博管理员再发通告，表示账号“辣笔小球”与该账号使用人持有的另一个账号“球夜行”依据法律法规要求予以关闭。当晚其本人也被南京公安机关逮捕并认罪。北京同樣有一男子在微信群被指涉嫌侮辱中方陣亡士兵而被刑拘，四川绵阳亦有一名男子在微博发表侮辱中方陣亡士兵的言论，其后主动到公安机关自首。警方已对其处以行政拘留7天的处罚，账号亦被封禁。截至2021年2月22日晚，共有7名网民因发表诋毁戍边英雄言论，被公安机关刑事拘留或拘留。另外，警方指控居於中國國外的另两人诋毁戍边解放军，並要求他們回國，兩人分別為SOHO中国创办人潘石屹之子潘瑞、19岁旅居境外的重庆籍男子王靖渝，后者被公安机关列为逃犯。
2021年2月19日晚，《军事报道》节目公开了加勒万河谷冲突现场视频，视频显示解放军的祁发宝团长在冲突开始时位于阵型最前面，成为印军重点攻击目标，头部遭重伤。
2021年10月9日，中国社交平台流出兩張于加勒万河谷冲突时拍下的照片，引發關注。其中一張是全副武裝的解放軍列隊警戒，一大群印軍垂頭喪氣且帶有傷痕在中間行走，人數至少在30人以上。而由发布的照片所见，解放軍俘虜印軍的人數遠遠不止印度軍方所稱的10人。

#### 後續
對於中印衝突，中国媒体采用冷处理手段，鲜少报道最初5月份发生的冲突以及加勒万河谷事件。从5月5日到6月6日的会议，即小冲突和边境对峙的首个月，中国官媒《中国日报》、《人民日报》和《解放军报》未就事件发表社论或评论文章，仅《环球时报》中文版在16版报道了事件。国营电视台中国中央电视台仅在社交媒体上发布了军方的声明，未有进一步报道，而该电视台的晚间新闻节目《新闻联播》未报道加勒万事件。而《环球时报》发表的大量社论阐释了中方不公布死亡人数的原因。据悉，中方鲜少报道冲突事件，是因为“印度在中国的优先事项清单中的位置较低”。相反，印度的主流报纸几乎都在头版及其他版面报道事件。一般来说，印度媒体不对中国的事情进行深入报道。印度只有两家媒体在中国有派驻记者，而中国在印度的记者非常多。
| Global Times     | Twitter的logo，一个风格化的小蓝鸟 |
| @globaltimesnews | Twitter的logo，一个风格化的小蓝鸟 |

英語：
在中印边境紧张的期间，中国人民解放军空军某空降旅的几千名士兵仅用了几个小时就从中国中部的湖北省机动到西北的高海拔地区。
2020-06-07
然而6月6日双方指挥官会面前夕，中印双边的媒体都涉及了信息战，其中中方媒体称军方在边境演习，目的是震慑印度人。同时，抖音屏蔽了相关的视频，新浪微博和微信删除了印方的声明。加勒万冲突后，《纽约时报》和《卫报》等国际媒体指出两国的领导人都有民族主义者的特征，须警惕扩张主义式民族主义抬头。而英国广播公司翌日头条报道加勒万冲突，彭博新闻社认为“印度正在放弃长久以来不结盟的历史”。
6月19日，根據中国军网報道，中国人民解放军西藏军区的一个旅在海拔4,700多米的高地组织了一次协同演习。而印度則從該國中部和南部調派戰鬥機前往中印邊境附近的位於列城和斯利那加的空军基地，幻影2000战斗机队也來到了拉达克地区附近的基地。
6月20日，印度总理莫迪表示，其已授权印度军队採取必要的反擊措施，包括允許前線部隊向中方開槍。而根據中国和印度在1996年《关于在中印边境实际控制线地区军事领域建立信任措施的协议》第6条第1项规定，双方同意“任何一方不得在实际控制线己方一侧两公里范围内鸣枪、破坏生态环境、使用危险化学品、实施爆炸作业、使用枪枝或爆炸品打猎。这一禁止措施不适用于轻武器射击场内的日常射击训练”。
6月20日，印度与中国再次互相指责对方违反双方交界的实际边界线。
6月22日，印中举行了11个小时的军长级会议。双方达成军队脱离接触以避免冲突或冲突升级的协议。
6月25日，《印度时报》称，根據商业卫星图像和地面报告显示，解放軍在6月15日的冲突中被印度军队摧毁的观察哨的位置上建立了一更大的营地，并设置了炮位。同時報道還指，解放军在加勒万河谷北部的达普桑突出区（Depsang Bulge area）部署了大量军队和重型武器。作為回應，印度也不斷增派部隊和武器前往中印邊境。
6月30日，中印两军举行了第三轮军长级会谈。在此輪會談中，印度再次強調要求中方撤走包括班公錯、加勒萬河谷和達普桑盆地在內所有關鍵地區的所有軍事力量並恢復2020年4月時的狀態，而中國則要求印度減少相關區域的基礎設施建設。
7月3日，印度总理莫迪视察拉达克地区，表示“不会停止建造道路桥梁”。

### 試圖脫離接觸
7月5日晚，經過三輪中印軍長級談判和其他外交談判，中華人民共和國國務委員兼外交部長王毅同印度国家安全顾问多瓦尔通电话，就缓和两国边界事态达成积极共识，雙方一線部隊隨即開始脫離接觸。在脫離接觸的過程中的緩衝區設置在實際控制線的印度一側，協議規定印方不能跨過什約克河（位於印度實際控制區），而中方不跨過實際控制線。而在協議達成那天早些時候，中國中央電視台國際頻道在節目《今日關注》中，首次公布了多张印度越线挑衅中方的证据。其中显示印方在中方实控线一侧进行包括行车道路、便桥等基础设施的修建，还试图在相关地区设置哨所。
對此，幾名國防分析家指出，該協議並未恢復2020年4月之前的狀態。地緣政治專家Brahma Chellaney在他的《印度斯坦時報》專欄中指出：“印度尋求全面恢復原狀的想法似乎很遙遠”。Challaney進一步寫道，這正是基於中國著名的的“前進10英里後退6英里”戰略導致4英里的增長，並因此實際上導致了中國領土的增加。此外，許多報導指出，中國人不願脫離在達普桑盆地和班公錯的第4指瓶頸處的“Y”型交界處，在那裡，中國人在印度所宣稱的領土內前進了18公里，並建造了包括三個雷達站在內的大量軍事設施，這也是重返戰前狀態的重要阻礙。
7月9日，中国外交部发言人赵立坚证实，中印两国边防部队已在加勒万河谷等地区脱离一线接触。然而，中國並未從班公錯後撤。

### 爭端再起
8月29、30日，印度特別邊境部隊（Special Frontier Force）奪占制高點桌頂（英語：Table Top）、Mukhpari Peak、熱欽山口，在穿越邊境雷區時，有人因踩到地雷身亡，聽到爆炸聲的普爾楚邊防連緊急出動從秋迪儉革拉山口（英語：Quidijiankela Pass）的哨所分兩路出發，經黑頂（5684.6高地）前往Bump（5524.5高地）與Helmet再度与印军对峙。

8月31日，印度国防部发表声明，表示中國人民解放軍違反共識，8月29、30日夜间在東部拉達克地區採取“挑釁的軍事行動”
。同日，中国人民解放军西部战区发表回应，指出印度在班公錯南岸、熱欽山口附近再次非法越线占控，公然挑衅，造成边境局势紧张。

#### 9月
9月4日，中華人民共和國国务委员兼国防部长魏凤和在莫斯科與印度国防部长拉杰纳特·辛格举行了会晤。
9月7日，印军在班公錯南岸的神炮山地域（位於Mukhpari Peak和熱欽山口之間）
朝中国边防部队巡逻人员鸣枪，中方軍隊也朝天鳴槍。这是自1975年以来，中印邊境首度傳出槍聲。
9月8日，印方释放的影片显示当日双方在Mukhpari Peak和熱欽山口區域展开群架打斗，并再次出现如关刀、鱼叉和木棍等冷兵器，还互扯红布条警告标语。
9月10日，中印两国外长王毅與蘇杰生在莫斯科举行双边会谈，會後雙方发表联合声明，同意双方士兵应该继续谈话、快速地结束对峙、保持适当距离和缓解紧张关系，並達成以下5點共識：
1. 兩國外長同意雙方應遵循兩國領導人達成的關於發展中印關係的一系列重要共識，包括不讓兩國分歧上升為爭端。
2. 兩國外長認為，邊境地區當前形勢不符合雙方利益，兩國邊防部隊應該繼續對話，儘快脫離接觸，保持必要距離，緩和現地事態。
3. 兩國外長認為，雙方應恪守現有邊境事務協議和規定，維護邊境地區的和平與安寧，避免採取任何可能使事態升級的行動。
4. 雙方同意繼續透過中印邊界問題特別代表會晤機制保持溝通，繼續開展中印邊境事務磋商與協調工作機制磋商。
5. 兩國外長同意，隨著局勢緩和，雙方應加快完成新的建立互信措施，維護和增強邊境地區的和平安寧[149]。

9月12日，印度表示被中方俘虜的5名年輕人已被釋放。印方先前聲稱有5名印度人在中印邊境失蹤。《环球时报》称他们“假扮猎人”越界刺探中国情况。
9月21日，中印兩國在举行第六轮军长级会谈后，雙方同意停止向前线地区增加兵力。

#### 10月
10月12日，印度在中印爭議領土印度實際控制區開通44座桥梁。
10月19日，中国解放军西部战区发言人发表谈话，称中方1名应牧民请求帮助寻找牦牛的士兵在中印边境地区迷路走失。
10月21日，印度方面表示已将扣留的中国士兵交还中方。

#### 11月
根據《彭博社》引述印度官員說法，印度失去了250平方公里的德普桑平原以及50平方公里的班公湖地區的控制權，但中印雙方官方皆未此做出評論。

11月6日，中印两军在楚舒勒举行第八轮军长级会谈。

### 脫離接觸

#### 2021年2月
2021年2月10日晚，中国国防部发布声明：根据中印双方第九轮军长级会谈达成的共识，中印两军位于班公湖南、北岸一线部队于2月10日同步有计划组织脱离接触。2月11日起，是次衝突撤退行動开始，預計得到雙方確認後方能正式結束。2月19日，中国中央军委公布了在冲突事件中的解放军伤亡人数确切数字，并决定授予一批受襲並陣亡的人員烈士資格，包含祁发宝（上校）“卫国戍边英雄团长”荣誉称号，追授陈红军（少校）“卫国戍边英雄”荣誉称号，给陈祥榕（列兵）、肖思远（下士）、王焯冉（下士）三位阵亡解放军士兵追记一等功。有关该冲突的视频资料也在该日公布。2月20日，中印两军在莫尔多/楚舒勒会晤点中方一侧举行第十轮军长级会谈。2月21日，印度和中国表示，两国军队已经从喜马拉雅山西部一个湖泊地区撤军。

### 冲突再起

#### 2021年7月
中国藏族民兵及一部分中国籍藏族平民在中控典角村举中国国旗并拉起横幅，抗议印控拉达克地区藏民庆祝第十四世达赖喇嘛的生日。

#### 2021年8月
超過100名解放軍士兵和55匹軍馬越過北阿坎德邦巴拉霍蒂（中国地名为乌热）邊境，停留時間約3小時。由於當地為非軍事區，解放軍的出現引發當地人的注意，回報附近印軍邊境巡邏部隊。但解放軍在巡邏隊抵達前即先行撤離，但撤退前損壞包括橋樑在內的部份基礎設施，為中印邊界情勢再添緊張氣氛。对此，北阿坎德邦首席部长普什卡尔·辛格·达米（Pushkar Singh Dhami）表示，邦政府并未“掌握这样的信息”，直接否認接報事件，印藏邊境警察部隊則拒絕置評。

#### 2021年10月
印度軍队在藏南地區（印度稱阿魯納恰爾邦）的中印實控線攔截200名中國解放軍士兵，并對峙數小時，兩軍指揮官協商後雙方結束對峙。对此，印度News 18電視台引述印方高層官員報道，約200名中國人民解放軍士兵從西藏進入阿魯納恰爾邦達旺鎮，試圖破壞無人防守的碉堡。其中，一些中國士兵被印方拘留，現已獲釋。但据中国解放軍消息人士透露，9月28日，中國邊防部隊按計劃對中印邊境中方一側東章地區進行例行性巡邏，中途遭遇印方無理阻攔，中方官兵堅決予以反制，在完成巡邏任務後返回，表示印媒最近關於中國士兵「越線」被扣的炒作子虛烏有，與事實不符。

#### 2022年12月
印度军人与解放军士兵在藏南地区（阿鲁纳恰尔邦）达旺地区的 Thang La（pass） (27°46′41″N 92°1′18″E / 27.77806°N 92.02167°E) 爆发冲突，印度方面称有6名印度军人受伤，约300名解放军士兵参与事件。其后中国人民解放军东部战区新闻发言人龙绍华大校就事件发表谈话，表示事发当天解放军边防部队于中印边境东段东章地区实控线中方一侧组织例行巡逻，遭到“印军非法越线拦阻”，目前已脱离接触。

### 局勢緩和

#### 2024年
2024年10月21日，印度外交部表示已與中國就兩軍在中印邊境爭議地區執行巡邏安排達成協議，次日中華人民共和國外交部也表示中印雙方已就邊境問題達成解決方案。10月30日，印度國防部表示，雙方的軍隊都已經從喜馬拉雅山東段爭議地區的兩個對峙地點撤走。

## 中印边境的军事部署
| 南疆军区在中印边境西段设置的边防连（哨所） | 南疆军区在中印边境西段设置的边防连（哨所）    |
| --- | --------------------------------------------- |
| \| 名称 \| 地点 \| \| -------------------- \| --------------------------------------------- \| \| 神仙湾边防连 \| 35°34′03″N 77°50′52″E / 35.56763°N 77.84764°E \| \| 天文点边防连 \| 35°19′52″N 78°10′44″E / 35.331°N 78.179°E \| \| 河尾滩边防连 \| 35°00′07″N 78°35′31″E / 35.002°N 78.592°E \| \| 加勒万前进基地 \| 34°38′00″N 78°37′00″E / 34.6334°N 78.6167°E \| \| 温泉 \| 34°25′37″N 78°55′16″E / 34.427°N 78.921°E \| \| 空喀山口边防连 \| 34°20′N 79°07′E / 34.33°N 79.11°E \| \| 尼亚格祖(哨所) \| 33°58′30″N 78°52′44″E / 33.975°N 78.879°E \| \| 库尔那克堡边防连 \| 33°45′49″N 78°59′13″E / 33.7635°N 78.98707°E \| \| 日姆昌边防连 \| 33°46′12″N 79°04′16″E / 33.77°N 79.0711°E \| \| 普尔楚边防连 \| 33°33′54″N 78°48′00″E / 33.565°N 78.8°E \| \| 秋迪俭革拉山口(哨所) \| 33°37′39″N 78°47′17″E / 33.62750°N 78.78806°E \| \| 且坎边防连 \| 32°52′12″N 79°36′36″E / 32.86993°N 79.61°E \| \| 都木契列边防前哨 \| 33°04′35″N 79°10′12″E / 33.0765°N 79.17°E \| \| 扎西岗边防连 \| 32°31′34″N 79°37′59″E / 32.526°N 79.633°E \| \| 典角雷达站 \| 32°41′24″N 79°27′47″E / 32.69°N 79.463°E \| | 45km · 30miles 典角雷达站15 扎西岗14 都木契列13 且坎(仲仓)12 秋迪俭革拉山口11 普尔楚(斯潘古尔)10 日姆昌9 库尔那克堡8 尼亚格祖7 空喀山口6 温泉5 加勒万前进基地4 河尾滩3 天文点2 神仙湾1'"`UNIQ--templatestyles-0000008B-QINU`"' 南疆军区在中印边境西段设置的边防连（哨所） · 1 神仙湾 · 2 天文点 · 3 河尾滩 · 4 加勒万前进基地 · 5 溫泉 · 6 空喀山口 · 7 尼亚格祖 · 8 库尔那克堡 · 9 日姆昌 · 10 普尔楚(斯潘古尔) · 11 秋迪俭革拉山口 · 12 且坎(仲仓) · 13 都木契列 · 14 扎西岗 · 15 典角雷达站                                              |
| 名称 | 地点                                          |
| 神仙湾边防连 | 35°34′03″N 77°50′52″E / 35.56763°N 77.84764°E |
| 天文点边防连 | 35°19′52″N 78°10′44″E / 35.331°N 78.179°E     |
| 河尾滩边防连 | 35°00′07″N 78°35′31″E / 35.002°N 78.592°E     |
| 加勒万前进基地 | 34°38′00″N 78°37′00″E / 34.6334°N 78.6167°E   |
| 温泉 | 34°25′37″N 78°55′16″E / 34.427°N 78.921°E     |
| 空喀山口边防连 | 34°20′N 79°07′E / 34.33°N 79.11°E             |
| 尼亚格祖(哨所) | 33°58′30″N 78°52′44″E / 33.975°N 78.879°E     |
| 库尔那克堡边防连 | 33°45′49″N 78°59′13″E / 33.7635°N 78.98707°E  |
| 日姆昌边防连 | 33°46′12″N 79°04′16″E / 33.77°N 79.0711°E     |
| 普尔楚边防连 | 33°33′54″N 78°48′00″E / 33.565°N 78.8°E       |
| 秋迪俭革拉山口(哨所) | 33°37′39″N 78°47′17″E / 33.62750°N 78.78806°E |
| 且坎边防连 | 32°52′12″N 79°36′36″E / 32.86993°N 79.61°E    |
| 都木契列边防前哨 | 33°04′35″N 79°10′12″E / 33.0765°N 79.17°E     |
| 扎西岗边防连 | 32°31′34″N 79°37′59″E / 32.526°N 79.633°E     |
| 典角雷达站 | 32°41′24″N 79°27′47″E / 32.69°N 79.463°E      |

| 印度军队在拉达克争议边境附近的基地、边防营房 |
| -------------------------------------------- |
| 45km · 30miles 碟木绰克兵营29 碟木绰克（Demchok）28 Demchok base27 Koyul26 Tashigang25 Fukche (Nindale)24 Tagyarmale23 Dungti22 Loma21 Thangra20 Dachung Yogma19 曼冬错18 楚舒勒简易跑道17 Thakung16 Chatse15 Dhan Singh Thapa barrack14 Tsogstsalu13 Karam Singh12 Kyam Hot Springs11 Gogra10 Chhumed9 KM 1208 Sultan Chhushku7 穆尔古木尔格6 Burtse5 Qizil Langar4 Track Junction3 Gapshah2 斗拉特别奥里地, DBO1'"`UNIQ--templatestyles-000000BC-QINU`"' Indian Army loactions near the contested LAC border in Ladakh · 1 斗拉特别奥里地, DBO · 2 Gapshah · 3 Track Junction · 4 Qizil Langar · 5 Burtse · 6 穆尔古木尔格 · 7 Sultan Chhushku · 8 KM 120 · 9 Chhumed · 10 Gogra · 11 Kyam Hot Springs · 12 Karam Singh · 13 Tsogstsalu · 14 印藏边境警察部队兵营(Indo-Tibetan Border Police barrack) · 15 Chatse · 16 Thakung · 17 楚舒勒简易跑道 · 18 曼冬错，中印邊境邊防會談會晤站 · 19 Dachung Yogma · 20 Thangra · 21 Loma · 22 Dungti · 23 Tagyarmale · 24 Fukche (Nindale) · 25 Tashigang · 26 Koyul · 27 Demchok base · 28 碟木绰克 · 29 碟木绰克兵营                                             |

## 回应

### 外交回应
印度外交部长哈什·瓦尔丹·什林格拉于中印两军5月5日到6日在班公錯首次爆发冲突后，约见了中国驻印度大使孙卫东，印度国家安全顾问阿吉特·多瓦尔据报之后与中共中央政治局委员、中央外事办公室主任杨洁篪进行会谈。在5月28日的新闻发布会上，印度外交事务部发言人阿努拉格·斯里瓦斯塔瓦坚持印中两国有足够的双边机制循外交途径解决边境冲突。然而部分时事评论员认为双方签订的五项边境协定有“严重缺陷”。
边境军事人员会议点于5月到6月举行了多轮军方会谈，首场会谈在陆军上校之间举行，第二场为旅长级别会谈，最后三场为少将/军长级别会谈，会议持续到6月2日。然而上述的会谈并未达成目的。部分印方人员认为，印度仍不清楚中国的需求：“当一个人想推延会议的进程，就会提出荒谬的要求……他们提出了我们明显不会让步的问题”。2020年6月6日，中印军双方中将在楚舒勒-马耳多举行会谈。印方代表为驻扎在列城的第十四军軍長哈林德·辛格（Harinder Singh），中方代表为中国人民解放军南疆軍區司令員柳林。與印度会谈前，中国媒体《环球时报》重申：
|  | ......中方坚定支持和平解决边境争端。我们决不会把印度当成我们的敌人......但是中方不会放弃任何一寸领土，一旦印度误判战略，吞噬中方的领土，中方将绝不饶恕。中方势必会采取强有力的对策。我们认为，印度非常了解中方在中印两军边境军事行动中不会处于劣势。 |

#### 印度
6月15日加勒万河谷的冲突爆发后，印度民众发起了抵制中国货的示威活动。此外，多地民众焚烧中国国旗及习近平的画像表示抗议，另有多个团体申请举行示威活动。《环球时报》认为，印度允许反华团体煽动舆论，使自己置于险境。
6月17日，总理莫迪就加勒万冲突发表全国演讲，就死亡的印度士兵向中国强硬喊话。
6月17日，印度國防部長拉杰纳特·辛格發表講話，對“在加勒萬河谷死去的20名士兵”表示“深深地痛苦且不安”，但並未提及中國或其傷亡情況。
6月20日，印度媒體報導稱，总理莫迪称中国军队在加勒万河谷冲突中并没有越界，印度的領土一寸都沒被侵犯的表態，被視為他正在為衝突而高漲的民族主義滅火。
6月25日，印度外交部发言人表示，此次衝突是中国自2020年5月初以来，在中印边境地带大量屯兵並在印控区域建造了军事建筑，並阻礙印度巡防，因此印度也不得不开始屯兵。同時這名發言人承認印度和中国继续在加勒萬河谷保持大量部署状态，但与此同时双方进行着军方人员和外交人员的沟通，尝试解决危机。

#### 中国
6月16日，中国外交部发言人赵立坚表示，6月15日的衝突是印方部队违反双方共识，对中方人员进行挑衅和攻击，中方已就此向印方提出强烈抗议和严重交涉。
6月17日，中国国务委员兼外交部长王毅与印度外交部长苏杰生通电话，王毅表示，6月15日晚的冲突，是印方部队打破双方共识，跨越实控线蓄意挑衅，造成人员伤亡。中方再次向印方表示强烈抗议，並要求印方严惩肇事责任人，严格管束一线部队，立即停止一切挑衅性举动，双方应共同维护边境地区和平与安宁。苏杰生表示印方愿通过对话和平解决边境地区争端，缓和边境地区紧张局势。
6月19日，中国外交部发言人赵立坚应询介绍加勒万河谷冲突事件的来龙去脉，并表示加勒万河谷的严重事态责任完全在印方，双方正通过外交和军事渠道就缓和局势保持沟通，中方重视中印关系，希望印方同中方相向而行，共同维护两国关系长远发展大局。
6月23日，中国外交部发言人赵立坚表示中方没有死亡四十余人，相关消息全是虚假信息。
6月24日，国防部新闻局局长、国防部新闻发言人吴謙在国防部例行记者会上表示，中方对加勒万河谷地区拥有主权，中印边境冲突责任完全在印方。
9月29日，有记者就印方在中印边界地区修建公路一事向中國外交部發言人汪文斌提问，汪文斌表示，中方不承认印度设立的拉达克中央直辖区，也反对印度在边境争议地区开展以军事争控为目的的基础设施建设。

## 国际反应

#### 国际组织
- 欧盟：6月15日发生加尔万（Galwan）冲突之后，欧洲联盟发言人维珍妮·巴图·亨里克森（Virginie Battu-Henriksson）呼吁雙方嘗試降溫局勢及和平解决[195]。
- 联合国：在加尔万冲突之后，联合国呼籲雙方降溫局勢並和平解决[195]。

#### 美国
国际社会上，时任美国总统唐纳德·特朗普于2020年5月27日提出美国可以为中国和印度斡旋，但遭到中印两国拒绝，其中中国媒体《环球时报》警告印度不要与美国为伍：
|                                  | 我们已通知印度和中国双方，美国准备好、愿意且能够调解或仲裁他们现在激烈的边界争端。谢谢大家！ |
| ——美国总统唐纳德·特朗普，Twitter |                                                                                              |

美国国务卿迈克·蓬佩奧也在一档播客节目中表达了关切：“独裁政权做出了各种行动，产生了真正的影响”。美国众议院外交事务委员会主席艾略特·恩格尔也对局势表示关切，补充道：“中国再一次表明它愿意欺负邻国”。

#### 
澳大利亚表示中印冲突应该通过外交层面解决。

#### 巴基斯坦
6月14日，巴基斯坦外交部长沙阿·迈赫穆德·库雷希指責印度肆意挑起與鄰國的爭端，呼籲印度應著眼於自身的國內問題。

#### 俄羅斯
6月2日，印度外交部长与俄罗斯驻印度大使尼古拉·库戴舍夫（Nikolay R. Kudashev）交流了關於此次衝突的一些問題。
在俄罗斯的倡议下，6月22日，俄罗斯、印度和中国三方將举行线上会谈。该会谈原定于3月举行，但因2019冠状病毒病疫情取消。会上三方还將讨论地区合作与安全、2019冠状病毒病疫情、阿富汗和國際南北運輸走廊計劃。
12月18日，俄罗斯外交部长拉夫罗夫公开批评印度被西方国家操纵加入“反华游戏”之中，充当西方国家坚定的“排头兵”。

#### 法國
6月29日，法国国防部长弗洛朗斯·帕尔丽向印度国防部长拉杰纳特·辛格致信，對6月15日在印中军事冲突中丧生的20名印度士兵表示深切哀悼。此外，帕利还表示印度是法国在该地区的战略伙伴，并重申法国同印度的“深切团结”。

### 经济回应
5月的小规模冲突爆发后，印度知名教育学者索南·旺楚克呼吁民众“动用钱包的力量”抵制中国货，受到主流媒体和社会名流支持。加勒万冲突爆发后，抵制中国货的声音达到极点。印度海關開始對從中國進口的每項貨物進行檢查，迫使聯邦快遞與敦豪暫停中國寄往印度的快遞。印度铁路取消与一家中国企业的合约，印度通信和信息技术部要求印度国营电信公司不在升级工程中使用中国公司的产品。孟买政府取消与唯一中标的中国公司的单轨条路合同，转而寻求其他印度科技公司合作。多家中国承建商和公司受到审查。印度德里酒店餐飲業東主協會（Delhi Hotel and Restaurant Owners Association）表示，協會内3,000間酒店旅館都會拒絕接待來自中國的旅客。6月29日起印度政府宣佈禁止民众使用59个中国手机app，其中包括TikTok、微信、SHAREit、UC浏览器以及新浪微博。印度總理莫迪也關閉其新浪微博賬號。印度电力部則從7月3日開始要求印度企业必須得到政府许可才能从中国进口电力设备和部件。7月23日，印度政府宣布來自接壤国的企业要向主管部门登记后才能投标政府项目，此舉被德國之聲認為是針對中國。9月2日，印度信息技术部宣布禁止118个中国手机应用程序在印度使用。11月24日，印度禁用了43款中國手机应用，印度累計禁止170多款中國应用。另據印度电子和信息技术部宣佈，印度将在2021年6月永久禁止包括TikTok、百度、Wechat和UC浏览器等在內的59款中国手机应用程序。此外亦有声音呼吁禁止中国进入印度的战略市场。民族觉醒论表示，如果印度政府认真考虑让国家踏上自给自足的道路，中国企业就不会涉足德里–密拉特地区快速交通系统等工程。
不过，多位印度政府官员表示边境局势升温不会冲击两国的贸易。就在抵制中国货的呼声愈发高涨的时候，多位工业分析师警告抵制行动会给印度造成反效果，给贸易伙伴传递错误的信息，而且不管从两国层面还是全球层面来看，印度贸易的力量相对较小，对中国的影响有限。2021年2月，印度商工部公布数据，印度与中国2020年贸易总额达到777亿美元，中国超越美国重新成为印度最大的贸易伙伴。虽然新德里试图遏制与北京的贸易，但无法改变印度继续严重依赖中国重型机械、电信设备和家用电器的局面。

## 流行文化
2025年，萨尔曼·汗宣布，他制作的、根据此事件改编的电影《加勒万河谷之战》（Battle Of Galwan）即将上映。